# Cimicoidea
Cimicoidea — надродина комах ряду Напівтвердокрилі (Hemiptera). Представники надродини живляться кров'ю тварин. Їхні щелепи колюче-сисного типу.

## Класифікація
Група містить 1100 видів у семи родинах
- Надродина : Cimicoidea
  - Родина: Anthocoridae
  - Родина: Cimicidae
  - Родина: Polyctenidae
  - Родина: Plokiophilidae
  - Родина: Medocostidae
  - Родина: Velocipedidae
  - Родина: Nabidae
  - Родина: †Vetanthocoridae